# СССР на зимних Олимпийских играх 1988
Советский Союз принимал участие в Зимних Олимпийских играх 1988 года в Калгари (Канада) в девятый раз за свою историю, и завоевал 11 золотых, 9 серебряных и 9 бронзовых медалей. Сборную страны представлял 101 атлет, из них 23 женщины. На зимней олимпиаде в Калгари участвовало рекордное число спортсменов СССР.
СССР занял первое командное место на олимпиаде. Советские спортсмены завоевали медали в 8 видах спорта: биатлоне, бобслее, конькобежном спорте, лыжных гонках, лыжном двоеборью, санном спорте, фигурном катании и хоккее с шайбой. Золото было выиграно в 6 видах спорта. Впервые в истории выиграно золото в бобслее. Игры в Калгари стали самыми успешными в истории для советских лыжников, было завоевано 5 золотых медалей. Тамара Тихонова стала двукратной олимпийской чемпионкой. Впервые с 1976 года лыжницы выиграли эстафету, Анфиса Резцова и Вида Венцене выиграли личное золото, также как и Михаил Девятьяров и Алексей Прокуроров. На шестой олимпиаде подряд выиграли эстафету биатлонисты, второе золото выиграл Дмитрий Васильев. Блестяще выступили фигуристы, выигравшие 5 медалей, из них — 2 золота. Спустя 24 года завоёвана медаль в двоеборье. Седьмую в историю золотую олимпийскую медаль выиграли хоккеисты, двукратными олимпийскими чемпионами стали Вячеслав Фетисов, Алексей Касатонов, Андрей Хомутов, Александр Кожевников, Владимир Крутов, Игорь Ларионов, Сергей Макаров, Александр Скворцов, Сергей Стариков и Игорь Стельнов.
| Советский Союз на зимней олимпиаде в Калгари 1988 | Советский Союз на зимней олимпиаде в Калгари 1988                     | Советский Союз на зимней олимпиаде в Калгари 1988 | Советский Союз на зимней олимпиаде в Калгари 1988 | Советский Союз на зимней олимпиаде в Калгари 1988 |
| Медали                                            | Спортсмены                                                            | Вид спорта                                        | Дисциплина                                        | Результат                                         |
| ------------------------------------------------- | --------------------------------------------------------------------- | ------------------------------------------------- | ------------------------------------------------- | ------------------------------------------------- |
| 1                                                 | Михаил Девятьяров                                                     | Лыжные гонки                                      | 15 км классика                                    | 41.18,9                                           |
| 1                                                 | Николай Гуляев                                                        | Конькобежный спорт                                | 1 000 метров                                      | 1.13,03                                           |
| 1                                                 | Алексей Прокуроров                                                    | Лыжные гонки                                      | 30 км классика                                    | 1.24.26,3                                         |
| 1                                                 | Тамара Тихонова                                                       | Лыжные гонки                                      | 20 км                                             | 55.53,6                                           |
| 1                                                 | Вида Венцене                                                          | Лыжные гонки                                      | 10 км классика                                    | 30.08,3                                           |
| 1                                                 | Наталья Бестемьянова Андрей Букин                                     | Фигурное катание                                  | танцы                                             | 2,0                                               |
| 1                                                 | Екатерина Гордеева Сергей Гриньков                                    | Фигурное катание                                  | пары                                              | 1,4                                               |
| 1                                                 | «Советский Союз I» Янис Кипурс Владимир Козлов                        | Бобслей                                           | двойка                                            | 3.53,48                                           |
| 1                                                 | Светлана Нагейкина Нина Гаврылюк Тамара Тихонова Анфиса Резцова       | Лыжные гонки                                      | 4 x 5 км эстафета                                 | 59.51,1                                           |
| 1                                                 | Дмитрий Васильев Сергей Чепиков Александр Попов Валерий Медведцев     | Биатлон                                           | 4 x 7,5 км эстафета                               | 1.22.30,0                                         |
| 1                                                 | Сборная СССР по хоккею с шайбой                                       | Хоккей                                            | Хоккей                                            |                                                   |
| 2                                                 | Валерий Медведцев                                                     | Биатлон                                           | 10 км                                             | 25.23,7                                           |
| 2                                                 | Валерий Медведцев                                                     | Биатлон                                           | 20 км                                             | 56.54,6                                           |
| 2                                                 | Анфиса Резцова                                                        | Лыжные гонки                                      | 20 км                                             | 56.12,8                                           |
| 2                                                 | Раиса Сметанина                                                       | Лыжные гонки                                      | 10 км классика                                    | 30.17,0                                           |
| 2                                                 | Владимир Смирнов                                                      | Лыжные гонки                                      | 30 км классика                                    | 1.24.35,1                                         |
| 2                                                 | Тамара Тихонова                                                       | Лыжные гонки                                      | 5 км классика                                     | 15.05,0                                           |
| 2                                                 | Марина Климова Сергей Пономаренко                                     | Фигурное катание                                  | танцы                                             | 4,0                                               |
| 2                                                 | Елена Валова Олег Васильев                                            | Фигурное катание                                  | пары                                              | 2,8                                               |
| 2                                                 | Владимир Смирнов Владимир Сахнов Михаил Девятьяров Алексей Прокуроров | Лыжные гонки                                      | 4×10 км эстафета                                  | 1.44.11,3                                         |
| 3                                                 | Юрий Харченко                                                         | Санный спорт                                      | сани                                              | 3.06,274                                          |
| 3                                                 | Аллар Леванди                                                         | Лыжное двоеборье                                  | северная комбинация                               |                                                   |
| 3                                                 | Виктор Петренко                                                       | Фигурное катание                                  | мужчины                                           | 7,8                                               |
| 3                                                 | Раиса Сметанина                                                       | Лыжные гонки                                      | 20 км                                             | 57.22,1                                           |
| 3                                                 | Владимир Смирнов                                                      | Лыжные гонки                                      | 15 км классика                                    | 41.48,5                                           |
| 3                                                 | Сергей Чепиков                                                        | Биатлон                                           | 10 км                                             | 25.29,4                                           |
| 3                                                 | Вида Венцене                                                          | Лыжные гонки                                      | 5 км классика                                     | 15.11,1                                           |
| 3                                                 | Игорь Железовский                                                     | Конькобежный спорт                                | 1 000 метров                                      | 1.13,19                                           |
| 3                                                 | «Советский Союз II» Янис Кипурс Гунтис Осис Юрис Тоне Владимир Козлов | Бобслей                                           | четвёрка                                          | 3.48,26                                           |

| Имя                | Вид спорта   |   |   |   | Итого |
| ------------------ | ------------ | - | - | - | ----- |
| Тамара Тихонова    | Лыжные гонки | 2 | 1 | 0 | 3     |
| Валерий Медведцев  | Биатлон      | 1 | 2 | 0 | 3     |
| Анфиса Резцова     | Лыжные гонки | 1 | 1 | 0 | 2     |
| Михаил Девятьяров  | Лыжные гонки | 1 | 1 | 0 | 2     |
| Алексей Прокуроров | Лыжные гонки | 1 | 1 | 0 | 2     |
| Вида Венцене       | Лыжные гонки | 1 | 0 | 1 | 2     |
| Сергей Чепиков     | Биатлон      | 1 | 0 | 1 | 2     |
| Янис Кипурс        | Бобслей      | 1 | 0 | 1 | 2     |
| Владимир Козлов    | Бобслей      | 1 | 0 | 1 | 2     |
| Владимир Смирнов   | Лыжные гонки | 0 | 2 | 1 | 3     |
| Раиса Сметанина    | Лыжные гонки | 0 | 1 | 1 | 2     |

## Медали по видам спорта
| Спорт              | Золото | Серебро | Бронза | Всего |
| ------------------ | ------ | ------- | ------ | ----- |
| Лыжные гонки       | 5      | 5       | 3      | 13    |
| Фигурное катание   | 2      | 2       | 1      | 5     |
| Биатлон            | 1      | 2       | 1      | 4     |
| Бобслей            | 1      | 0       | 1      | 2     |
| Конькобежный спорт | 1      | 0       | 1      | 2     |
| Хоккей с шайбой    | 1      | 0       | 0      | 1     |
| Лыжное двоеборье   | 0      | 0       | 1      | 1     |
| Санный спорт       | 0      | 0       | 1      | 1     |

## Состав и результаты спортсменов СССР

#### Лыжные гонки
Женщины
| Соревнование                                        | Спортсмены                                                      | Результат | Отставание | Место |
| --------------------------------------------------- | --------------------------------------------------------------- | --------- | ---------- | ----- |
| 5 км классическим стилем                            | Тамара Тихонова                                                 | 15:05,3   | +1,3       | 2     |
| 5 км классическим стилем                            | Вида Венцене                                                    | 15:11,1   | +7,1       | 3     |
| 5 км классическим стилем                            | Светлана Нагейкина                                              | 15:29,9   | +25,9      | 8     |
| 5 км классическим стилем                            | Раиса Сметанина                                                 | 15:35,9   | +35,9      | 10    |
| 10 км классическим стилем                           | Вида Венцене                                                    | 30:08,3   | +0,0       | 1     |
| 10 км классическим стилем                           | Раиса Сметанина                                                 | 30:17,0   | +8,7       | 2     |
| 10 км классическим стилем                           | Светлана Нагейкина                                              | 30:26,5   | +18,2      | 4     |
| 10 км классическим стилем                           | Тамара Тихонова                                                 | 30:38,9   | +30,6      | 5     |
| 20 км свободным стилем                              | Тамара Тихонова                                                 | 55:53.6   | +0,0       | 1     |
| 20 км свободным стилем                              | Анфиса Резцова                                                  | 56:12.8   | +19,2      | 2     |
| 20 км свободным стилем                              | Раиса Сметанина                                                 | 57:22.1   | +1:28,5    | 3     |
| 20 км свободным стилем                              | Нина Гаврылюк                                                   | 58:26.9   | +2:33.3    | DSQ   |
| эстафета 4×5 км (все четыре этапа свободным стилем) | Светлана Нагейкина Нина Гаврылюк Тамара Тихонова Анфиса Резцова | 59:51.1   | +0,0       | 1     |

Результат Нины Гаврылюк на дистанции 20 км свободным стилем (8-е место) был аннулирован из-за нарушения регламента о соревновательной форме (на комбинезон россиянки был нанесен логотип производителя обуви, что было запрещено).

### Фигурное катание
| Соревнование              | Спортсмен                          | Обязательный танец 1 | Обязательный танец 1 | Обязательный танец 2/ обязательные фигуры | Обязательный танец 2/ обязательные фигуры | Короткая программа/ оригинальный танец | Короткая программа/ оригинальный танец | Произвольная программа/ произвольный танец | Произвольная программа/ произвольный танец | Всего     | Всего |
| Соревнование              | Спортсмен                          | Результат            | Место                | Результат                                 | Место                                     | Результат                              | Место                                  | Результат                                  | Место                                      | Результат | Место |
| ------------------------- | ---------------------------------- | -------------------- | -------------------- | ----------------------------------------- | ----------------------------------------- | -------------------------------------- | -------------------------------------- | ------------------------------------------ | ------------------------------------------ | --------- | ----- |
| Женское одиночное катание | Анна Кондрашова                    |                      |                      | 5,4                                       | 9                                         | 2,8                                    | 7                                      | 7,0                                        | 7                                          | 15,2      | 8     |
| Женское одиночное катание | Кира Иванова                       |                      |                      | 0,6                                       | 1                                         | 4,0                                    | 10                                     | 9,0                                        | 9                                          | 13,6      | 7     |
| Мужское одиночное катание | Владимир Котин                     |                      |                      | 3,0                                       | 5                                         | 2,4                                    | 6                                      | 8,0                                        | 8                                          | 13,4      | 6     |
| Мужское одиночное катание | Александр Фадеев                   |                      |                      | 0,6                                       | 1                                         | 3,6                                    | 9                                      | 4,0                                        | 4                                          | 8,2       | 4     |
| Мужское одиночное катание | Виктор Петренко                    |                      |                      | 3,6                                       | 6                                         | 1,2                                    | 3                                      | 3,0                                        | 3                                          | 7,8       | 3     |
| Спортивные пары           | Лариса Селезнёва Олег Макаров      |                      |                      |                                           |                                           | 3,0                                    | 6                                      | 4,0                                        | 4                                          | 7,0       | 4     |
| Спортивные пары           | Елена Валова Олег Васильев         |                      |                      |                                           |                                           | 1,0                                    | 2                                      | 2,0                                        | 2                                          | 3,0       | 2     |
| Спортивные пары           | Екатерина Гордеева Сергей Гриньков |                      |                      |                                           |                                           | 0,5                                    | 1                                      | 1,0                                        | 1                                          | 1,5       | 1     |
| Танцы на льду             | Наталья Анненко Генрих Сретенский  | 0,8                  | 4                    | 0,8                                       | 4                                         | 2,4                                    | 4                                      | 4,0                                        | 4                                          | 8,0       | 4     |
| Танцы на льду             | Марина Климова Сергей Пономаренко  | 0,4                  | 2                    | 0,4                                       | 2                                         | 1,2                                    | 2                                      | 2,0                                        | 2                                          | 4,0       | 2     |
| Танцы на льду             | Наталья Бестемьянова Андрей Букин  | 0,2                  | 1                    | 0,2                                       | 1                                         | 0,6                                    | 1                                      | 1,0                                        | 1                                          | 2,0       | 1     |